# 네스토르 헤르기아니
네스토르 헤르기아니(조지아어: ნესტორ ხერგიანი, 1975년 7월 20일~)는 조지아의 전직 유도 선수이다. 2004년 하계 올림픽에서 남자 엑스트라라이트급 은메달을 획득하였으며, 1999년 세계 선수권 대회에서 동메달, 2007년 세계 선수권 대회에서 은메달을 획득했다. 또한 유럽 선수권 대회에서 금메달 2개(1998, 2003), 동메달 7개(1999, 2000, 2001, 2002, 2007, 2008, 2009)를 획득하였다.